# Distretto di Eisenstadt-Umgebung
Eisenstadt-Umgebung è uno dei distretti dell'Austria situato nel Burgenland.

## Geografia fisica
Il capoluogo, pur essendo extradistrettuale, è la città di Eisenstadt, mentre il centro maggiore del distretto è Neufeld an der Leitha. L'altra città statutaria nei pressi del distretto e confinante con esso per 3/4 del suo territorio è Rust.

## Geografia antropica

### Città
- Neufeld an der Leitha
- Purbach am Neusiedler See

### Paesi
- Breitenbrunn am Neusiedler See
- Donnerskirchen
- Großhöflein
- Hornstein
- Loretto
- Oggau am Neusiedler See
- Sankt Margarethen im Burgenland
- Siegendorf
- Wulkaprodersdorf

### Borghi
- Klingenbach
- Leithaprodersdorf
- Mörbisch am See
- Müllendorf
- Oslip
- Schützen am Gebirge
- Steinbrunn
- Stotzing
- Trausdorf an der Wulka
- Wimpassing an der Leitha
- Zagersdorf
- Zillingtal